# ジャーディン・ハウス

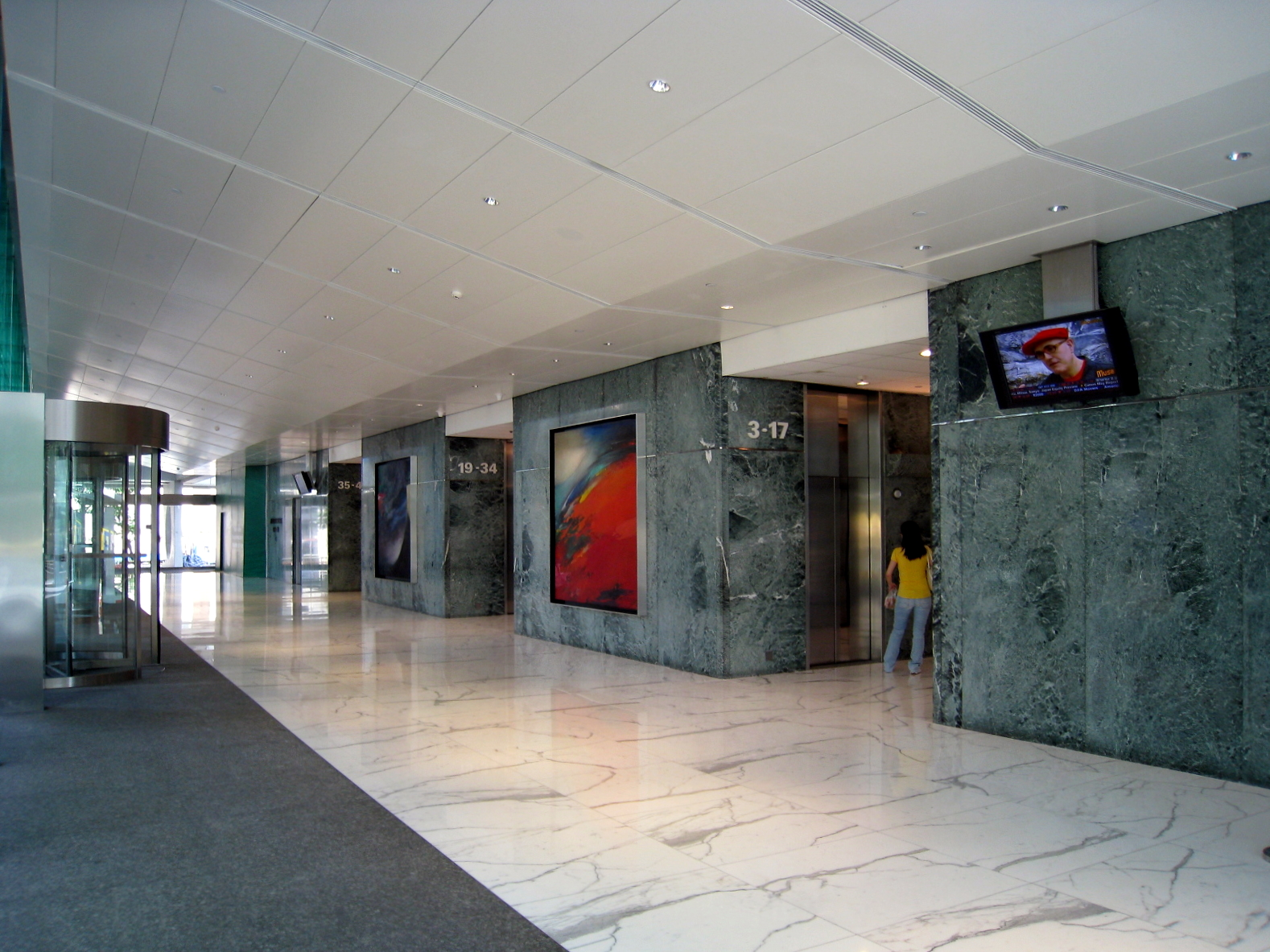
ロビー

ジャーディン・ハウス（英語：Jardine House, 中国語：怡和大廈）は、香港の香港島の中環（セントラル）に位置する超高層ビルである。
設計は、戦前の上海の共同租界、外灘（バンド）にて多くの建物を設計した事で知られているP&T Group(Palmer & Turner Group)。
ジャーディン・ハウスは178.5メートル（地上52階建）の超高層ビルで、コンノートセンター（英語：Connaught Centre, 中国語：康樂大廈）として1972年に完成した。1,700個を超す丸い窓が特徴的なビルである。1973年のオープン当時はアジアで最も高いビルであり、また、1980年にホープウェル・センターが完成するまでは香港で最も高いビルであった。
このビルには、ジャーディン・マセソンの本部が入居しているほか、上海灘のデビット・タンの事務所なども入っている。隣接するジャーディン・マセソンの旧本社跡には、ジャーディン・マセソン・グループの傘下のマンダリン・オリエンタルホテルグループが運営するマンダリン・オリエンタル香港が建っている。

## 沿革

### 旧ジャーディン・ハウス
住所：20 Pedder Street, Central, Hong Kong Island.

階数：16階

### 新ジャーディン・ハウス
住所：1 Connaught Place, Central, Hong Kong Island.

階数：52階

## 参照
- ◆ジャーディンハウス（怡和大廈：Jardine House）/香港島の摩天楼：風水的運気をはね飛ばしたビル
- 【怡和大廈 : Jardine House】/香港特別藝術区：Hong Kong Art & Culture Guide  花坊美冷日記
- ジャーディン・マセソン
  - マンダリン・オリエンタル香港
- 上海灘
  - 香港「チャイナ・クラブと上海灘の創設者、デビット・タン」

## ギャラリー

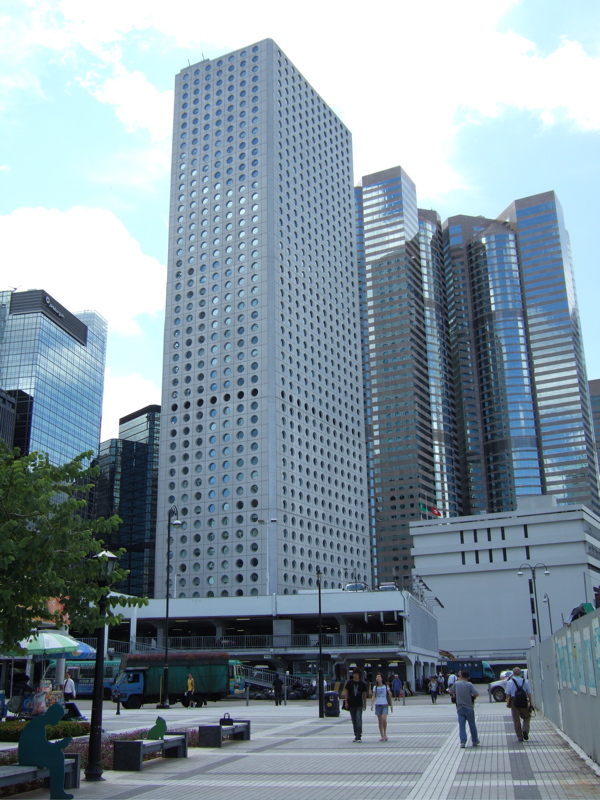
ジャーディン・ハウス
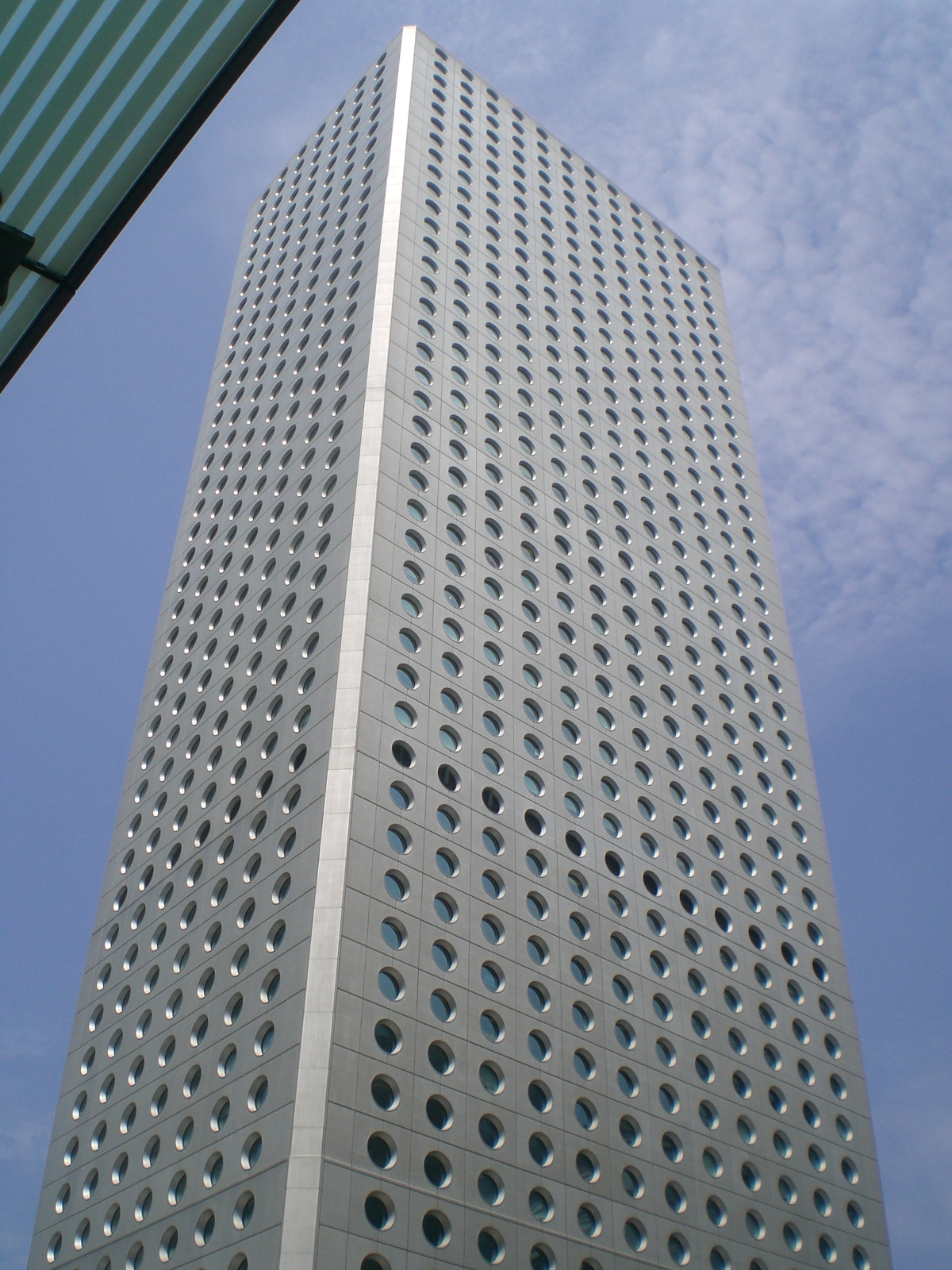
ジャーディン・ハウス
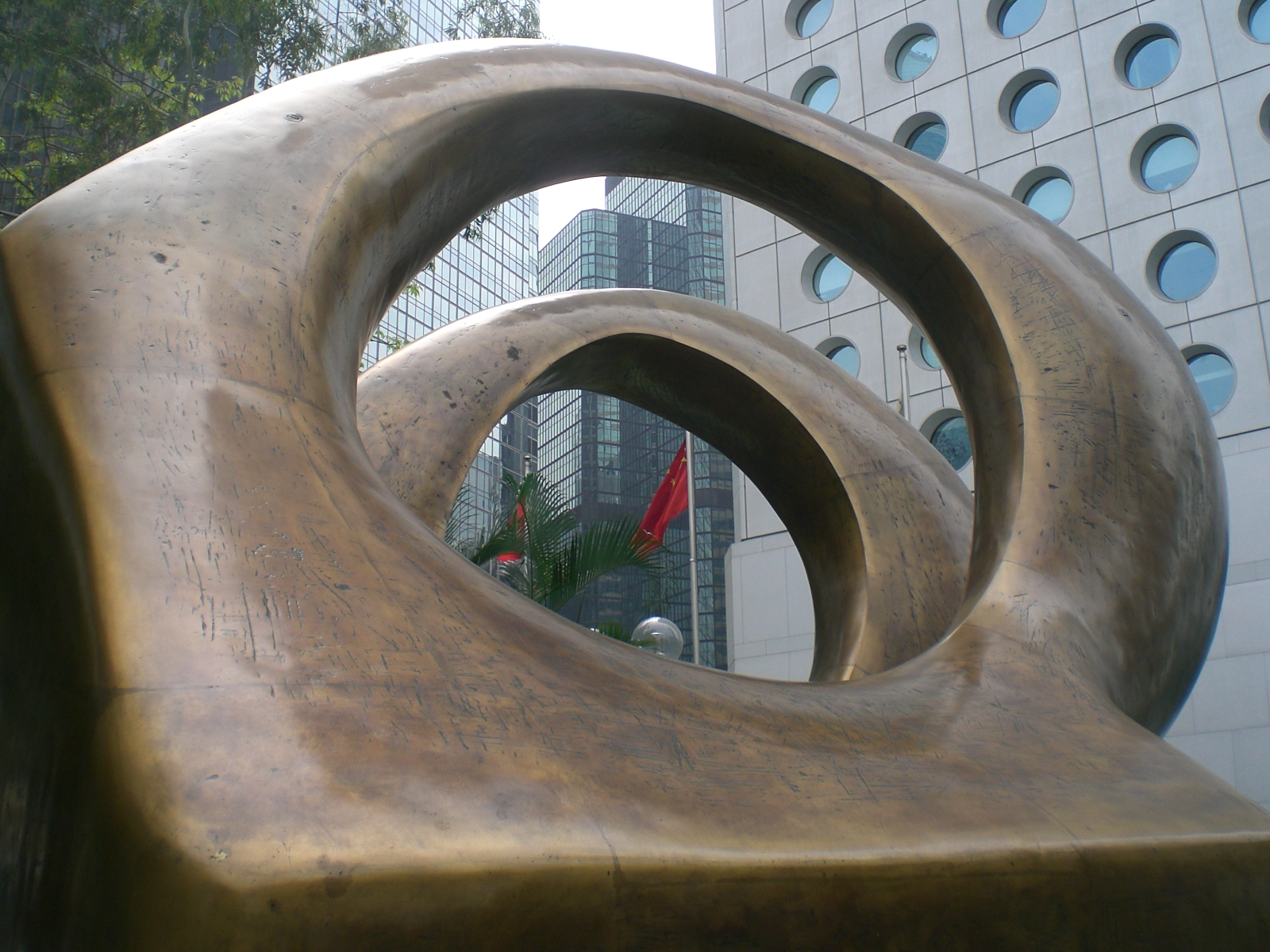
ジャーディン・ハウス
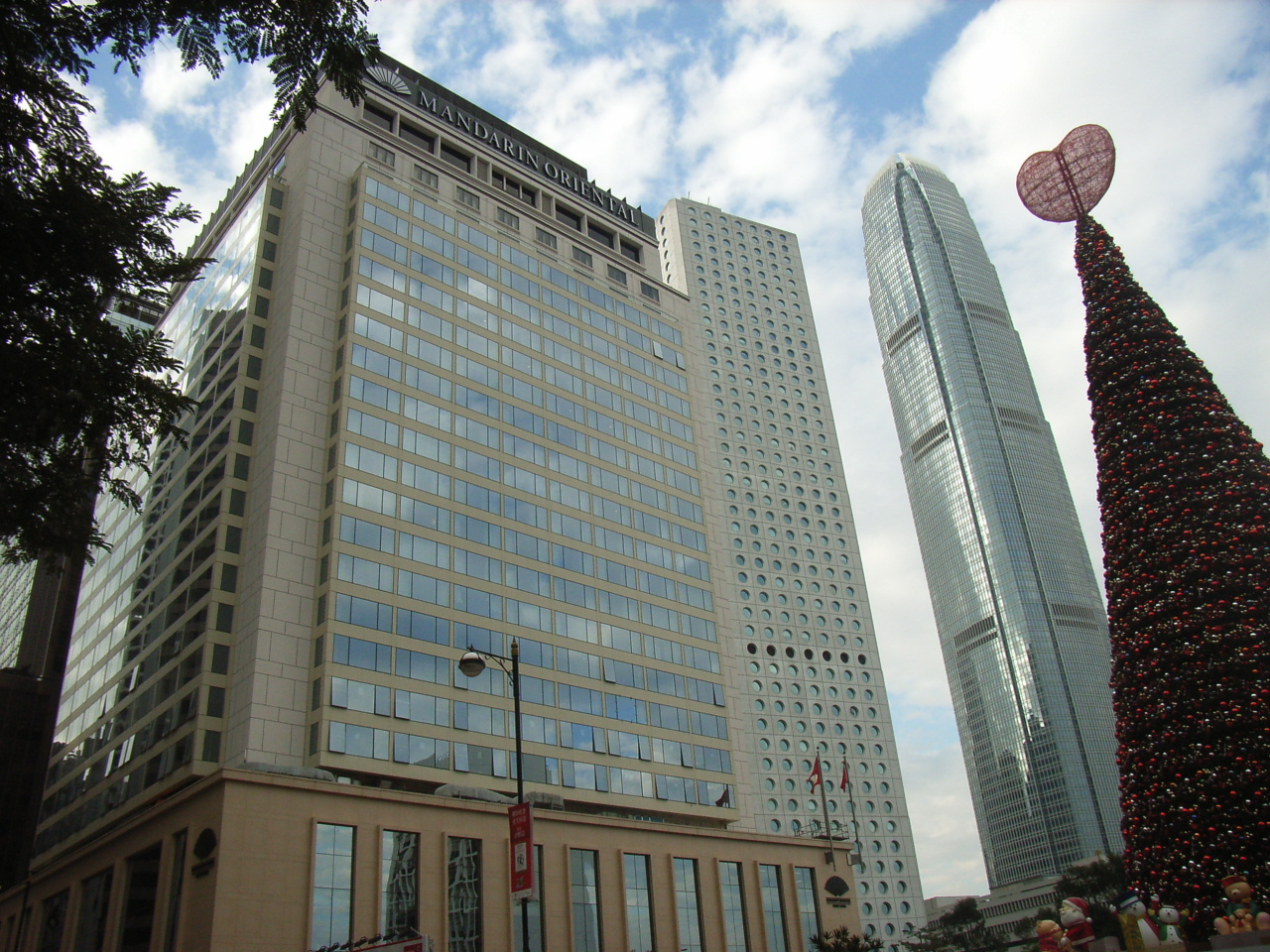
マンダリン・オリエンタル香港（左）とジャーディン・ハウス